# Zgubea
Zgubea – wieś w Rumunii, w okręgu Vâlcea, w gminie Roșiile. W 2011 roku liczyła 381 mieszkańców.